# Léon Orthel
Léon Orthel med det fulde navn Wilhelm Leonardus Franciscus  Orthel  (født 4. oktober 1905 i Roosendaal – død 6. september 1985 i Den Haag, Holland) var en hollandsk komponist. Orthel var en af Hollands betydelige symfoniske komponister i det 20. århundrede. Han skrev værker i alle genrer, men er mest kendt for sine orkesterværker og sine 6 symfonier.

## Udvalgte værker
- Symfoni nr. 1 (1931–1933) - for orkester
- Symfoni nr. 2 "Lille Symfoni" (1940) - for orkester
- Symfoni nr. 3 (1943) - for orkester
- Symfoni nr. 4 "Symfoni Koncertante" (1949) - for klaver og orkester
- Symfoni nr. 5 "Indledende musik" (1959-1960) - for orkester
- Symfoni nr. 6 (1960-1961) - for orkester
- 2 Violinkoncerter (1949-1971) - for violin og orkester
- Strygekvartet (1964)
- "Capriccio" (1939) - for violin and klaver
- 3 Sange  (1943) - for sopran, tenor og klaver